# Bert Schreuder
Albertus (Bert) Schreuder (Apeldoorn, 4 mei 1929 – Amersfoort, 30 januari 2021) was een Nederlands burgemeester. Hij was lid van de Partij van de Arbeid (PvdA).

## Leven en werk
Schreuder begon zijn ambtelijke loopbaan op de gemeentesecretarie van zijn geboorteplaats Apeldoorn, vervolgens was hij werkzaam op de secretarie van de gemeente Hillegom. In 1963 werd hij benoemd tot burgemeester van Puttershoek. In die periode kreeg hij bekendheid door de jaarlijkse huldiging van de in Puttershoek woonachtige schaatser Kees Verkerk. In 1971 werd hij benoemd tot burgemeester van  Gorinchem, waar hij de behoudende burgemeester L.R.J. ridder van Rappard opvolgde.

### Burgemeester van Amersfoort
In 1982 volgde de benoeming van Schreuder tot burgemeester van Amersfoort. Al in het eerste jaar kwam hij zwaar onder vuur te liggen door het geweld dat uitbrak op Roze Zaterdag in juni 1982 dat in de Amersfoortse binnenstad werd gehouden. Er zijn toen vragen gesteld in de Tweede Kamer over het falend beleid van Schreuder op die dag.
Tijdens zijn bezoek aan Nederland in mei 1985 bezocht paus Johannes-Paulus II een jongerenontmoeting op het terrein van het Constantinianum in Amersfoort en logeerde in het naastgelegen klooster Onze Lieve Vrouwe ter Eem; wat een hoogtepunt betekende in het burgemeesterschap van Schreuder.
Tijdens de ambtsperiode van Schreuder groeide Amersfoort sterk in wijken en inwoners als gevolg van de aanwijzing als Groeistad door de Rijksoverheid. Schreuder gaf leiding aan de uitvoering van de groeistadplannen.
In 1994 beëindigde hij zijn loopbaan als burgemeester.

## Onderscheiding
In 1988 werd Schreuder benoemd tot ridder in de Orde van de Nederlandse Leeuw.